# Finale del campionato mondiale femminile di calcio 2023
La finale del campionato mondiale femminile di calcio 2023 si è tenuta il 20 agosto 2023 allo Stadium Australia di Sydney. È stata la finale della nona edizione del campionato mondiale femminile di calcio.

## Cammino verso la finale

### Spagna
Le spagnole furono inserite nel gruppo C, insieme a Giappone, Zambia e Costa Rica.
Il 21 luglio a Wellington, le spagnole batterono la Costa Rica con un rotondo 3-0; la partita si decise tra il 21' e il 27': aprì le marcature un'autogoal di Del Campo e pochi minuti dopo arrivarono le reti di Bonmatí e di González. Cinque giorni dopo all'Eden Park di Auckland la Spagna ottenne un'altra vittoria netta per 5-0 contro lo Zambia; con le doppiette di Hermoso e Redondo e la rete di Abelleira si assicurò il passaggio del turno. All'ultima giornata nella decisiva sfida per il primo posto le spagnole furono nettamente sconfitte dal Giappone per 4-0 il quale grazie alla doppietta di Miyazawa e alle reti di Ueki e Tanaka si assicurò il primo posto del girone. La Spagna concluse il girone con 6 punti dietro il Giappone che terminò a pieni punti. Eliminate Zambia e Costa Rica.
Il 5 agosto, negli ottavi di finale, le spagnole affrontarono la Svizzera a Auckland; la Spagna vinse con un perentorio 5-1 con due goal di Bonmatí e le reti di Redondo, Codina (la quale aveva anche segnato l'autogoal del momentaneo 1-1) e Hermoso. Sei giorni dopo, nei quarti di finale a Wellington le spagnole ebbero la meglio per 2-1 sui Paesi Bassi vice campioni del mondo in carica; decisiva la rete segnata da Paralluelo nei tempi supplementari dopo l'1-1 nei tempi regolamentari nei quali le spagnole erano passate in vantaggio al minuto 81 grazie ad un rigore realizzato da Caldentey ma raggiunte nei minuti di recupero da Van der Gragt. In semifinale a Auckland contro la Svezia terza al mondiale di quattro anni prima, le spagnole vinsero 2-1; i gol arrivarono tutti nel finale di partita da parte di Paralluelo e Carmona dopo il momentaneo pareggio svedese di Blomqvist. Con questo risultato la Spagna raggiunge per la prima volta la finale di un campionato mondiale femminile.

### Inghilterra
Le inglesi furono inserite nel gruppo D, insieme a Danimarca, Cina e Haiti.
Il 22 luglio le inglesi debuttarono contro l'esordiente Haiti; la partita si dimostrò molto più sofferta del previsto per l'Inghilterra la quale prevalse solo grazie ad un calcio di rigore segnato da Stanway senza tuttavia riuscire a chiudere l'incontro nella ripresa. Cinque giorni dopo l'Inghilterra si trovò davanti la Danimarca ottenendo un'altra vittoria di misura grazie al gol dopo 6' siglato da James. Nella terza e ultima giornata, l'Inghilterra sconfisse nettamente la Cina passando il turno a punteggio pieno; la partita finì 6-1 per merito di una doppietta di James e le reti di Russo, Hemp, Kelly e Daly, mentre per le cinesi segnò Wang Shuang su rigore; passò anche la Danimarca come seconda, fuori invece Cina e Haiti.
Il 7 agosto, negli ottavi di finale, le inglesi furono opposte alla Nigeria a Brisbane; nonostante una partita molto equilibrata con occasione da entrambe le parti il punteggio non si sbloccò dallo 0-0 e nel finale James si rese protagonista di un brutto intervento su Aloize che le costò il cartellino rosso. Nei tempi supplementari la Nigeria non seppe sfruttare la superiorità numerica e si resero necessari i tiri di rigore; le inglesi prevalsero per 4-2 realizzando quattro dei cinque rigori a disposizione mentre per la Nigeria si rivelarono fatali gli errori dal dischetto di Oparanozie e Aloize. Nei quarti di finale a Sydney cinque giorni dopo le inglesi andarono sotto contro la Colombia, passata in vantaggio a fine primo tempo con Santos, ma rimontarono e vinsero 2-1 con le reti di Hemp nel recupero del primo tempo e di Russo nella ripresa. In semifinale, giocata sempre a Sydney contro le padroni di casa dell'Australia (semifinalista a sorpresa), le inglesi dopo essere passate in vantaggio nel primo tempo con Toone nella ripresa subirono il pareggio ad opera di Kerr, ma le reti di Hemp e Russo portarono le inglesi a disputare per la prima volta una finale di un campionato mondiale femminile. Finì 3-1.

### Tabella riassuntiva del percorso
Note: In ogni risultato sottostante, il punteggio della finalista è menzionato per primo.
| Pos. | Squadra    | Pt | G | V | N | P | GF | GS | DR  |
| ---- | ---------- | -- | - | - | - | - | -- | -- | --- |
| 1.   | Giappone   | 9  | 3 | 3 | 0 | 0 | 11 | 0  | +11 |
| 2.   | Spagna     | 6  | 3 | 2 | 0 | 1 | 8  | 4  | +4  |
| 3.   | Zambia     | 3  | 3 | 1 | 0 | 2 | 3  | 11 | -8  |
| 4.   | Costa Rica | 0  | 3 | 0 | 0 | 3 | 1  | 8  | -7  |

| Pos. | Squadra     | Pt | G | V | N | P | GF | GS | DR |
| ---- | ----------- | -- | - | - | - | - | -- | -- | -- |
| 1.   | Inghilterra | 9  | 3 | 3 | 0 | 0 | 8  | 1  | +7 |
| 2.   | Danimarca   | 6  | 3 | 2 | 0 | 1 | 3  | 1  | +2 |
| 3.   | Cina        | 3  | 3 | 1 | 0 | 2 | 2  | 7  | -5 |
| 4.   | Haiti       | 0  | 3 | 0 | 0 | 3 | 0  | 4  | -4 |

## Descrizione della partita

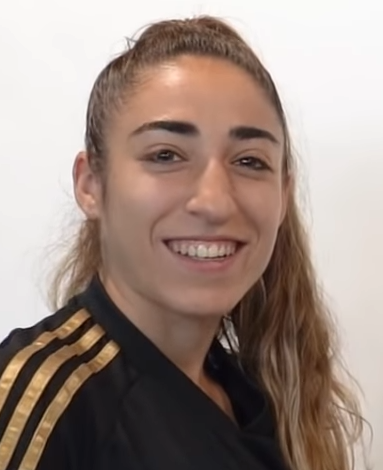
Olga Carmona la match-winner per la Spagna.

L'Inghilterra ha iniziato la partita con più intensità con la Spagna ad attendere; il primo tiro della partita è arrivato al 5' da parte dell'attaccante inglese Lauren Hemp il cui tiro è stato parato dal portiere spagnolo Cata Coll. La Spagna tenta di ripartire in contropiede un minuto dopo con la centravanti Alba Redondo andare al tiro su un cross sciolto. L'Inghilterra ha poi creato occasioni con palloni giocati alla centravanti Alessia Russo attraverso le linee; quando la Spagna ha ottenuto palla ne ha mantenuto il possesso senza tuttavia approfittarne. Dopo che la centrocampista inglese Keira Walsh ha subito un fallo da Salma Paralluelo che tentava di fermarla, la squadra inglese ha creato la migliore occasione della partita, con Hemp che al 16' ha tentato un tiro diretto in porta centrando la traversa. La partita "è entrata nel vivo" quando la Spagna ha effettuato il suo primo attacco pericoloso un minuto dopo, con Olga Carmona che ha incrociato un pallone per Salma Paralluelo, la quale non è riuscita a colpire bene ma ha mandato la palla dritta verso Redondo: il portiere dell'Inghilterra Mary Earps ha effettuato una parata super respingendo il tiro di Redondo. Nei minuti successivi, la partita è stata giocata con maggiore intensità, con occasioni per entrambe le squadre. Al minuto 23 della partita, un uomo è corso in campo indossando una maglietta anti-Putin, interrompendo brevemente il gioco mentre l'Inghilterra aspettava di tirare un calcio di punizione.
Quando la terzina destra dell'Inghilterra Lucy Bronze ha tentato un dribbling a centrocampo, le giocatrici spagnole l'hanno fermata e la palla è stata spedita a Carmona, che ha effettuato un tiro angolato tra Earps e il palo portando in vantaggio la Spagna. I media spagnoli hanno notato che sebbene la squadra spagnola presentasse gran parte delle giocatrici del Barcellona rispetto a qualsiasi altro club, il gol non è venuto dal gioco di possesso ma da un rapido contropiede, più simile al gioco del Real Madrid, a cui la squadra femminile spagnola si era ispirata maggiormente. L'Inghilterra ha faticato dopo il gol subìto concedendo alla Spagna maggiori possibilità, anche se l'unico tiro in porta della Spagna nel resto del primo tempo è arrivato al 37'quando la difenditrice Irene Paredes ha avuto spazio in area per colpire di testa su un caldio di punizione neutralizzato da Earps. L'Inghilterra si è rivista in attacco verso la fine del primo tempo su un lancio lungo di Hemp crossato per Ella Toone a porta vuota al 42', la quale non è riuscito a colpire e la palla è stata recuperata dalla Spagna; un'azione simile si è vista pochi minuti dopo da parte della Spagna dopo che le giocatrici hanno intercettato un cross di Hemp. Nei minuti di recupero del primo tempo, Paralluelo colpisce anche il palo.

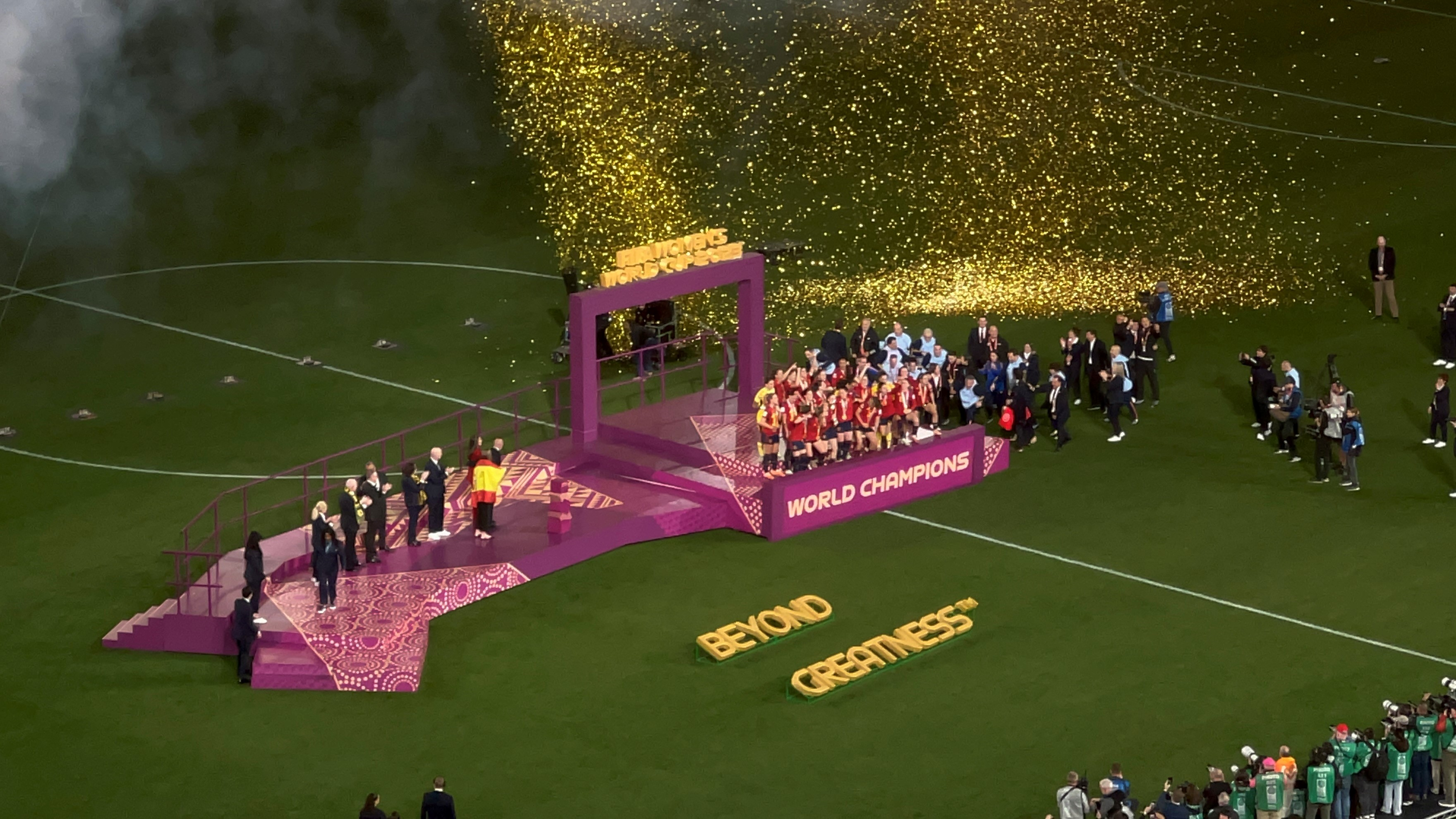
La premiazione delle spagnole.

Al ritorno in campo, l'Inghilterra ha cambiato modulo rispetto al 3-5-2 che aveva adottato nella fase a gironi, tornando al 4-3-3. Le ali Lauren James e Chloe Kelly sono entrate al posto di Rachel Daly e Alessia Russo. Il cambiamento inizialmente ha visto l'Inghilterra migliorare in fase difensiva e creare migliori opportunità; La Spagna ha sostituito la centravanti Redondo con la difenditrice Oihane Hernández al 60', mentre la centrocampista offensiva spagnola Aitana Bonmatí ha provato un tiro dalla distanza al 62'. Tuttavia, la fiducia dell'Inghilterra è calata e la Spagna ha avuto la migliore occasione per il 2-0 quando Walsh ha commesso fallo di mano in area al 65' mentre difendeva su un'azione di calcio d'angolo. Dopo una lunga revisione del VAR è stato concesso un calcio di rigore alla Spagna, con il tiro di Jennifer Hermoso che tuttavia è stato parato da Earps. L'Inghilterra ha ritrovato un po' di fiducia con James in grado di effettuare un tiro da posizione angolata parato con difficoltà da Coll, la quale è stata ostacolata dalla difenditrice Alex Greenwood che ha subìto un trauma cranico a causa di un ginocchio alto di Paralluelo al 78'. Greenwood è riuscita a continuare, con la ripresa del gioco all'82' e l'Inghilterra che ha giocato disperatamente.
La Spagna ha avuto la meglio per il resto dei 90 minuti, e quando Hermoso ha avuto bisogno di cure, l'Inghilterra ha sostituito Toone con l'attaccante Bethany England all'87'. Un tentativo di Hermoso è stato bloccato in modo impressionante da Jess Carter all'89', prima che Alexia Putellas entrasse al posto di Mariona Caldentey al 90'. Tenendo conto del VAR e del tempo di trattamento, sono stati assegnati 13 minuti di recupero alla fine della partita. L'Inghilterra ha continuato a giocare disperatamente, lasciando spazi difensivi, con Earps che ha parato un rasoterra dell'estremo spagnolo Ona Batlle al 92'. La Spagna ha usato il proprio controllo per rallentare il gioco e bloccando l'Inghilterra, con l'unica possibilità nel recupero che è stata un debole cross di Kelly respinto dalla difesa della Spagna; La Spagna ha avuto le sue occasioni nei minuti di recupero, con una scivolata di Bronze che ha impedito il tiro di Paralluelo al 98'. Gli attacchi dell'Inghilterra hanno portato a un corner battuto al 104' fermato da Coll e mettendo fine alla partita. Dopo il fischio finale, la panchina della Spagna si è riversata in campo per celebrare il primo titolo della sua storia.

## Tabellino
| Arbitro: | Penso |

|             |           |  |
| Carmona 29’ | Marcatori |  |

| Spagna | Inghilterra |

| Spagna (4-1-2-3) |    |                      |     |     |
|                  |    |                      |     |     |
| P                | 23 | Cata Coll            |     |     |
| D                | 2  | Ona Batlle           |     |     |
| D                | 4  | Irene Paredes        |     |     |
| D                | 14 | Laia Codina          |     | 73’ |
| D                | 19 | Olga Carmona         |     |     |
| C                | 3  | Teresa Abelleira     |     |     |
| C                | 6  | Aitana Bonmatí       |     |     |
| C                | 10 | Jennifer Hermoso     |     |     |
| A                | 17 | Alba Redondo         |     | 60’ |
| A                | 18 | Salma Paralluelo     | 78’ |     |
| A                | 8  | Mariona Caldentey    |     | 90’ |
| A disposizione:  |    |                      |     |     |
| P                | 1  | Misa Rodríguez       |     |     |
| P                | 13 | Enith Salón          |     |     |
| D                | 5  | Ivana Andrés         |     | 73’ |
| C                | 7  | Irene Guerrero       |     |     |
| A                | 9  | Esther González      |     |     |
| C                | 11 | Alexia Putellas      |     | 90’ |
| D                | 12 | Oihane Hernández     |     | 60’ |
| A                | 15 | Eva Navarro          |     |     |
| C                | 16 | María Pérez Rabaza   |     |     |
| D                | 20 | Rocío Gálvez         |     |     |
| C                | 21 | Claudia Zornoza      |     |     |
| A                | 22 | Athenea del Castillo |     |     |
| CT:              |    |                      |     |     |
| Jorge Vilda      |    |                      |     |     |

| Inghilterra (3-5-2) |    |                  |     |     |
|                     |    |                  |     |     |
| P                   | 1  | Mary Earps       |     |     |
| D                   | 16 | Jess Carter      |     |     |
| D                   | 6  | Millie Bright    |     |     |
| D                   | 5  | Alex Greenwood   |     |     |
| D                   | 2  | Lucy Bronze      |     |     |
| C                   | 9  | Rachel Daly      |     | 46’ |
| C                   | 8  | Georgia Stanway  |     |     |
| C                   | 4  | Keira Walsh      |     |     |
| C                   | 10 | Ella Toone       |     | 87’ |
| A                   | 23 | Alessia Russo    |     | 46’ |
| A                   | 11 | Lauren Hemp      | 55’ |     |
| A disposizione:     |    |                  |     |     |
| P                   | 13 | Hannah Hampton   |     |     |
| P                   | 21 | Ellie Roebuck    |     |     |
| D                   | 3  | Niamh Charles    |     |     |
| A                   | 7  | Lauren James     |     | 46’ |
| C                   | 12 | Jordan Nobbs     |     |     |
| D                   | 14 | Lotte Wubben-Moy |     |     |
| D                   | 15 | Esme Morgan      |     |     |
| C                   | 17 | Laura Coombs     |     |     |
| A                   | 18 | Chloe Kelly      |     | 46’ |
| A                   | 19 | Bethany England  |     | 87’ |
| C                   | 20 | Katie Zelem      |     |     |
| A                   | 22 | Katie Robinson   |     |     |
| CT:                 |    |                  |     |     |
| Sarina Wiegman      |    |                  |     |     |

| Assistenti arbitrali: Brooke Mayo (Stati Uniti) Kathryn Nesbitt (Stati Uniti) Quarto ufficiale: Yoshimi Yamashita (Giappone) Quinto ufficiale: Mijensa Rensch (Suriname) Video Assistant Referee: Tatiana Guzmán (Nicaragua) Assistenti VAR: Pol van Boekel (Paesi Bassi) Ella De Vries (Belgio) Armando Villarreal (Stati Uniti) | Regole incontro: - 90 minuti. - 30 minuti di tempi supplementari se necessario. - Tiri di rigore se l'incontro finisce in parità. - Dodici atlete a disposizione come sostituti. - Cinque sostituzioni massime durante l'incontro. |